# Bilal Erdoğan

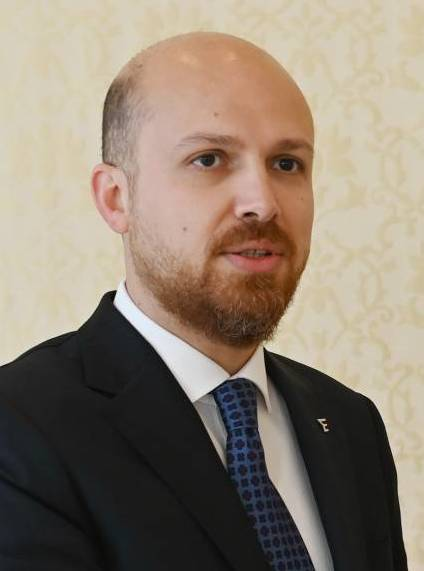
Bilal Erdoğan (2022)

Necmettin Bilal Erdoğan (* 23. April 1981 in Istanbul) ist ein türkischer Unternehmer. Er ist das dritte Kind von Emine und Recep Tayyip Erdoğan, dem amtierenden Präsidenten der Republik Türkei.

## Leben
Bilal Erdoğan besuchte das İmam-Hatip-Gymnasium in Kartal.
Nach seiner Schulausbildung erwarb Erdoğan im Jahr 2003 einen Master-Abschluss in Public administration an der Harvard Kennedy School der Harvard University in Cambridge (Massachusetts). Ab November 2004 arbeitete er einige Zeit als Praktikant bei der Weltbank und später als Forschungsbeauftragter an der Brookings Institution.
Im Jahr 2006 wurde Erdoğan gemeinsam mit seinem Bruder und dessen Frau Teilhaber der Firma  Atagold. Im September 2008 erwarb Erdoğan Anteile an der Kosmetik-Firma Maye Dış Ticaret Limited. Erdoğan leistete den verkürzten Wehrdienst von 21 Tagen im Juli 2009. Im darauf folgenden Monat wurde Erdoğan einer der beiden größten Teilhaber der Firma Doruk Izgara Gıda Ticaret Limited Şirketi im Bereich Backwaren, Catering und Tourismus.
2013 gründete Erdoğan gemeinsam mit seinem Schwager und einem Onkel die Firma BMZ Group Denizcilik ve İnşaat Sanayi A.Ş., ein Unternehmen für Frachtschifffahrt. Die BMZ Group verfügte Ende 2015 über fünf Tanker.
Im Jahr 2013 gehörte Erdoğan zu den Gründern der Stiftung İnsan ve İrfan Vakfı, die im religiös geprägten Bildungswesen aktiv ist. Ferner sitzt Erdoğan gemeinsam mit seiner Schwester Esra und Politikern der AKP im Verwaltungsrat der Stiftung Türkiye Gençlik ve Eğitime Hizmet Vakfı, die Studentenwohnheime baut und betreibt.

## Familie
Erdoğan hat drei Geschwister, den Bruder Ahmet Burak (* 1979) und die Schwestern Sümeyye Erdoğan (* 1985) und Esra. 2003 heiratete er die damals 17-jährige Reyvan Uzuner (* 1986), die die Söhne Ömer Tayyip (* 2007) und Ali Tahir (* 2013) gebar. Die als Freunde Recep Tayyip Erdoğans geltenden Politiker Silvio Berlusconi und Kostas Karamanlis fungierten bei der prunkvollen Hochzeitsfeier in Istanbul als zwei von vier Trauzeugen.

## Politik
Bilal Erdogan ist Vorsitzender der Jugendorganisation TÜGVA (türkisch Türkiye Gençlik Vakfı). Diese lehnte das Übereinkommen des Europarats zur Verhütung und Bekämpfung von Gewalt gegen Frauen und häuslicher Gewalt mit der Begründung ab, es habe „nichts zur Gesellschaft beigetragen“. Eine Frauenorganisation, deren Vorsitz Bilals Schwester Sümeyye innehat, sprach sich für das Übereinkommen aus.

## Verdächtigungen
2013 wurde Erdoğan von der Istanbuler Staatsanwaltschaft im Zusammenhang mit einem Korruptionsskandal verdächtigt, Bestechungsgelder seines Vaters zu waschen. Ein Korruptionsverdacht bezieht sich darauf, dass Erdoğans Stiftung von dem ebenfalls der Bestechung verdächtigten Geschäftsmann Ali Ağaoğlu ein Grundstück von 20.000 m² geschenkt bekam. Kurz darauf tauchten Mitschnitte eines mutmaßlichen Telefongespräches zwischen Erdoğan und seinem Vater auf, bei dem es darum ging, große Mengen Bargeld in Sicherheit zu bringen. Die Istanbuler Staatsanwaltschaft nahm im Dezember 2013 mehrere Verdächtige aus dem Umfeld der Regierung unter Korruptionsverdacht fest. Recep Tayyip Erdoğan bezeichnet die Korruptionsvorwürfe als Komplott von Anhängern des islamischen Predigers Fethullah Gülen, der seine Regierung stürzen wolle. Die Regierung ließ zahlreiche Polizisten und Staatsanwälte versetzen. Die eingeleiteten Korruptionsermittlungen wurden danach ohne Anklageerhebung eingestellt.
Im Zuge einer parlamentarischen Anfrage erfuhr die türkische Oppositionspartei CHP von Bülent Arınç, damals Vizepremier der türkischen Regierung, dass Erdoğans Stiftung Türkiye Gençlik ve Eğitime Hizmet Vakfı in den Jahren 2008 bis 2012 aus dem Ausland eine Spendensumme von 99.999.990 US-Dollar erhalten habe. Darin sah die CHP einen Hinweis auf Korruption und vermutete, die Spende stamme aus dem Nahen Osten.
Im November 2015 äußerte der syrische Informationsminister Omran Ahed Al Zoubi den Vorwurf, dass Erdoğans Transportunternehmen mit Öl, anderen Rohstoffen und Kulturgütern handele, die von der Terrororganisation Islamischer Staat stammen. Gürsel Tekin, Generalsekretär der CHP, vertrat den Standpunkt, dass Bilal Erdoğan mit dem Terrorismus kooperiere und durch das Amt seines Vaters vor gerichtlicher Verfolgung geschützt sei. Nachdem Vorwürfe, dass er und seine Familie von geschmuggeltem Öl des Islamischen Staats profitieren würden, Anfang Dezember 2015 auch von dem russischen Verteidigungsminister Sergei Kuschugetowitsch Schoigu vorgetragen worden waren, trat Bilal Erdoğan ihnen durch ein Dementi entgegen.
Im Februar 2016 begannen in Italien Geldwäsche-Ermittlungen gegen Erdoğan. Ausgangspunkt der Ermittlungen war ein Hinweis des türkischen Geschäftsmanns Hakan Uzan. Das Verfahren gegen Bilal Erdoğan in Italien wurde mangels Beweisen eingestellt.